# Schnelllaufzahl

Leistungsbeiwert über der Schnelllaufzahl, Blattzahl

Die Schnelllaufzahl λ (lambda) ist eine wichtige Kennzahl für die Auslegung von Windkraftanlagen (WKA). Sie gibt das Verhältnis der Umfangsgeschwindigkeit {\displaystyle u} des Rotors zur Windgeschwindigkeit {\displaystyle \nu } an:
{\displaystyle \lambda ={\frac {u}{\nu }}={\frac {\omega _{\text{r}}\cdot r}{\nu }}={\frac {2\pi n\cdot r}{\nu }}}
mit
- {\displaystyle r} = Rotorradius
- {\displaystyle \omega _{\text{r}}} = Winkelgeschwindigkeit des Rotors
- {\displaystyle n} = Rotordrehzahl.

Der reziproke Wert der Schnelllaufzahl ist im Turbinenbau und in der Propellertheorie als Fortschrittsgrad bekannt.
Entsprechend der Schnelllaufzahl werden unterschieden:
- Langsamläufer mit einer Schnelllaufzahl etwa zwischen 1 und 3
- Schnellläufer mit einer Schnelllaufzahl etwa zwischen 5 und 12.

Widerstandsläufer, beispielsweise historische Windmühlen, haben eine Schnelllaufzahl kleiner eins und werden hier nicht betrachtet.
Aus der Schnelllaufzahl und dem nach außen flacher werdenden Einstellwinkel ergibt sich der Anstellwinkel der Strömung zum Blattprofil. Da der Impulsstrom des Windes maximal zu etwa 60 % ausgebremst werden kann (Betzsches Gesetz) und da die Windkräfte am Flügel etwa quadratisch mit der Strömungsgeschwindigkeit zunehmen, ist für einen konstanten Erntegrad die Schnelllaufzahl nahezu unabhängig von der Windgeschwindigkeit.